# Jinping (sockenhuvudort i Kina, Hunan Sheng, lat 29,25, long 110,96)
Jinping (kinesiska: 金坪, 金坪乡) är en sockenhuvudort i Kina. Den ligger i provinsen Hunan, i den södra delen av landet, omkring 230 kilometer nordväst om provinshuvudstaden Changsha. Antalet invånare är 8 339. Befolkningen består av 3 978 kvinnor och 4 361 män. Barn under 15 år utgör 14,0 %, vuxna 15-64 år 73 %, och äldre över 65 år 11,0 %.
Runt Jinping är det ganska tätbefolkat, med 207 invånare per kvadratkilometer. Närmaste större samhälle är Yanbodu, 14,2 km norr om Jinping. I omgivningarna runt Jinping växer i huvudsak blandskog.
Genomsnittlig årsnederbörd är 1 751 millimeter. Den regnigaste månaden är maj, med i genomsnitt 282 mm nederbörd, och den torraste är december, med 30 mm nederbörd.